# Annika Dries
Annika Elise Madsen Dries (La Jolla, 10 de fevereiro de 1992) é uma jogadora de polo aquático estadunidense, campeã olímpica.

## Carreira
Dries fez parte da equipe dos Estados Unidos que conquistou a medalha de ouro nos Jogos Olímpicos de 2012, em Londres.